# Jakšić
Jakšić es un municipio de Croacia en el condado de Požega-Eslavonia.

## Geografía
Se encuentra a una altitud de 172 m s. n. m. a 182 km de la capital nacional, Zagreb.

## Demografía
En el censo 2011 el total de población del municipio fue de 4 058 habitantes, distribuidos en las siguientes localidades:
- Bertelovci - 151
- Cerovac - 228
- Eminovci - 640
- Granje - 91
- Jakšić - 1 877
- Radnovac - 203
- Rajsavac - 313
- Svetinja - 67
- Tekić - 231
- Treštanovci - 257

| Gráfica de población de Jakšić 1857-2011                            |
|                                                                     |
| Según los censos de población de la oficina estadística de Croacia. |